# Tipula (Savtshenkia) aberdareica aberdareica
Tipula (Savtshenkia) aberdareica aberdareica is een ondersoort van de tweevleugelige Tipula (Savtshenkia) aberdareica uit de familie langpootmuggen (Tipulidae). De ondersoort komt voor in het Afrotropisch gebied.